# 拉维尼亚克
拉维尼亚克（法語：Lavignac，法語發音：[laviɲak]）是法国新阿基坦大区上维埃纳省的一个市镇，属于利摩日区。

## 地理
拉维尼亚克（45°43'18"N, 1°7'9"E）面积6.04 平方千米，位于法国新阿基坦大区上维埃纳省，该省份为法国中西部省份，北起顺时针与安德尔省、克勒兹省、科雷兹省、多爾多涅省、夏朗德省和维埃纳省接壤。
与拉维尼亚克接壤的市镇（或旧市镇、城区）包括：旧圣马丹、比尔尼亚克、弗拉维尼亚克、梅亚克。

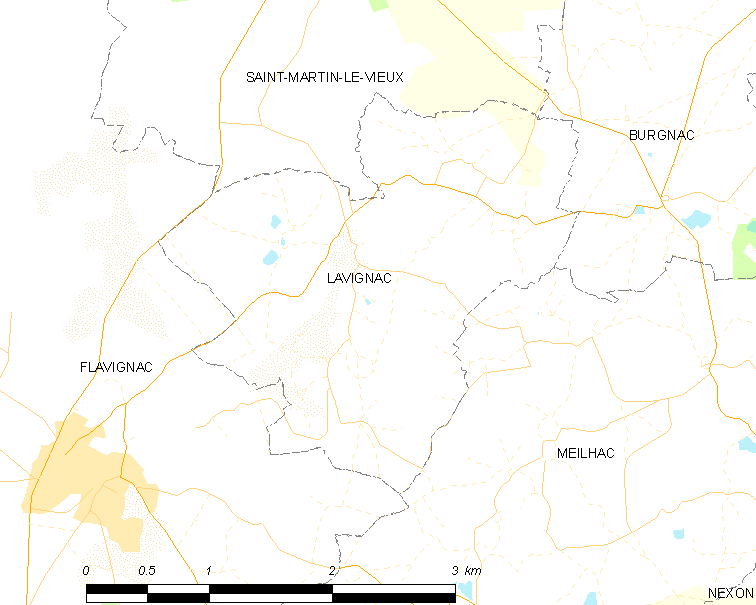
拉维尼亚克的OSM定位图

拉维尼亚克的时区为UTC+01:00、UTC+02:00（夏令时）。

## 行政
拉维尼亚克的邮政编码为87230，INSEE市镇编码为87084。

## 政治
拉维尼亚克所属的省级选区为圣伊里耶拉佩尔什县。

## 人口

1962-2008年间拉维尼亚克人口变化图示

拉维尼亚克于2022年1月1日时的人口数量为162人。